# St-Budoc (Plomeur)

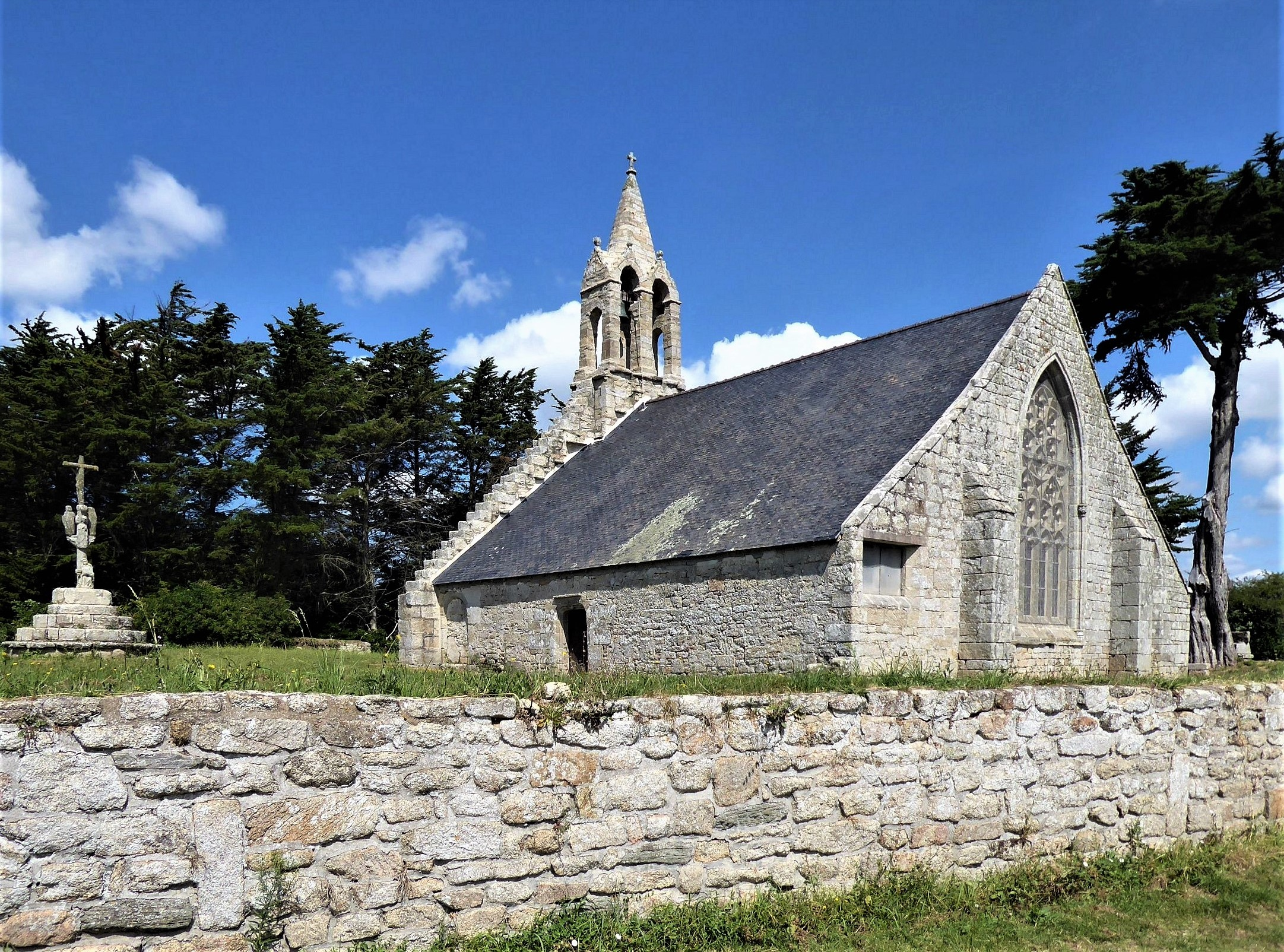
Kalvarienberg und Kapelle

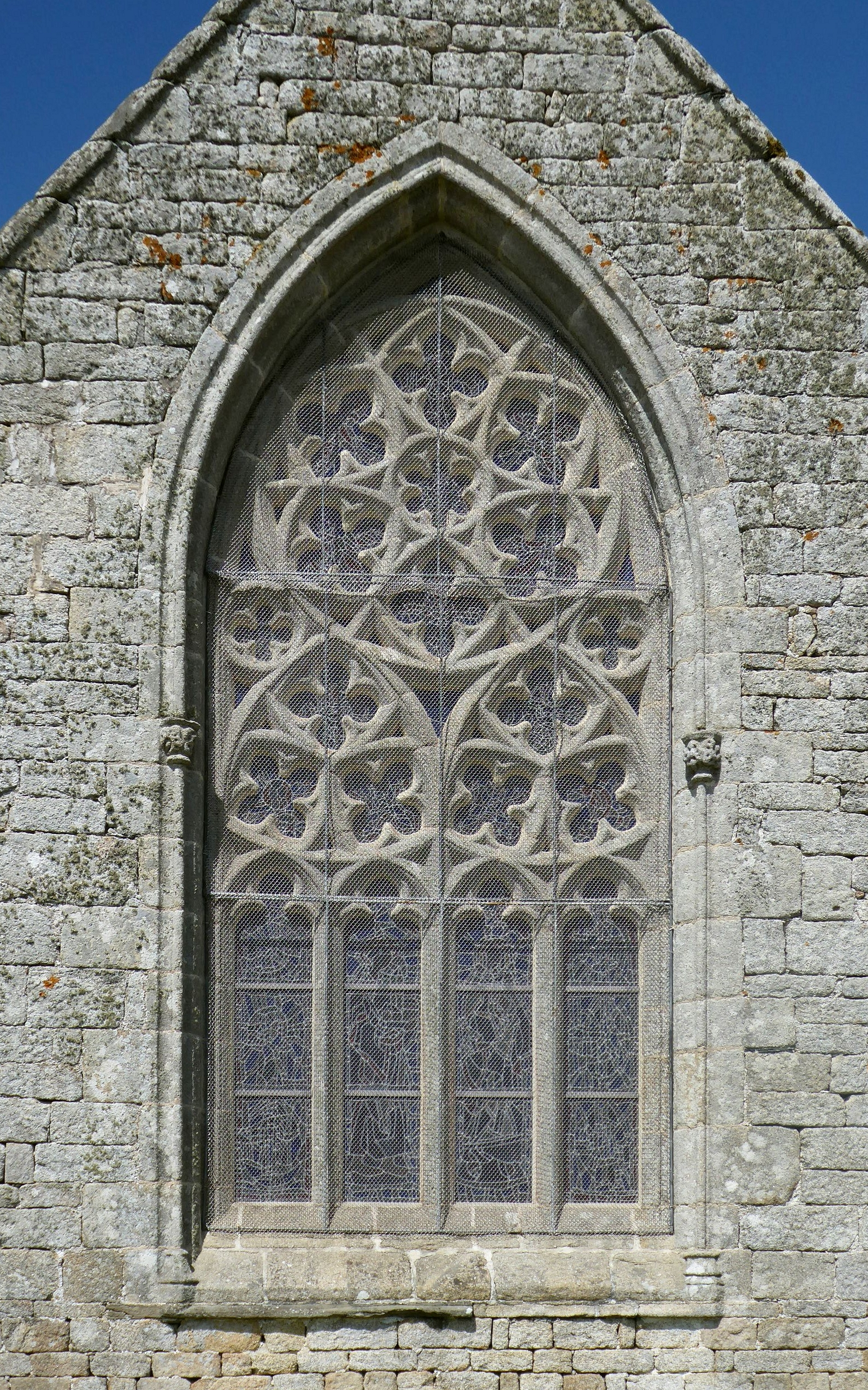
Das Chorfenster

St-Budoc ist eine römisch-katholische Kapelle in Beuzec, einem Ortsteil von Plomeur im Département Finistère in der Bretagne. Sie war ursprünglich die Pfarrkirche der einst selbstständigen Ortschaft Beuzec-Cap-Caval.

## Geschichte
Die zu Ehren des bretonischen Heiligen Budoc (bretonisch: Beuzec) geweihte Kapelle entstand am Ende des 13. Jahrhunderts. Um 1500 wurde das Gebäude grundlegend umgebaut und im 16. Jahrhundert im Stil der Flamboyantgotik überarbeitet, hiervon zeugen vor allem die beiden großen Maßwerkfenster in der Ostwand.
St-Budoc diente bis zum Ausbruch der Französischen Revolution als Pfarrkirche. Diesen Status verlor die Kapelle 1792 und die Gläubigen des Ortes wurden 1801 in Plomeur eingepfarrt. Im 19. Jahrhundert verfiel das Langhaus zur Ruine und wurde schließlich niedergelegt. Der dreischiffige Langchor blieb erhalten und der Chorbogen, über dem sich ein mächtiger Dachreiter erhebt, sowie die Seitenschiffe wurden mit Steinmaterial des Langhauses vermauert.